# Andrena wheeleri
Andrena wheeleri là một loài Hymenoptera trong họ Andrenidae. Loài này được Graenicher mô tả khoa học năm 1904.